# Біологічне різноманіття Японії
Біологічне різноманіття Японії включає її флору, фауну та природні середовища проживання. Японські острови простягаються на велику відстань з півночі на південь і охоплюють широкий спектр кліматичних зон. Це призводить до великого розмаїття дикої природи, незважаючи на відокремленість Японії від материкової частини Азії. На півночі країни, північніше лінії Блекістона, є багато субарктичних видів, які колонізували Японію з півночі. На півдні зустрічаються південно-східно-азійські види, характерні для тропічних регіонів. Між цими областями лежить помірний пояс, у якому багато видів, поширених з Китаю і Кореї . Японія також має багато ендемічних видів, які не зустрічаються більше ніде у світі, що робить її домом для багатьох видів, що знаходяться під загрозою зникнення або вимирання.

## Короткі відомості
Дані Союзу біологічної систематики Японії на 2003 рік.
| Царство                | Вивчені види | Невивчені види |
| ---------------------- | ------------ | -------------- |
| Бактерії (Bacteria)    | менше 618    | ?              |
| Найпростіші (Protista) | 6213         | ?              |
| Рослини (Plantae)      | 9323         | ?              |
| Гриби (Fungi)          | 12928        | ?              |
| Тварини (Animalia)     | 60197        | 27605 — 127605 |

## Царства
Тип (Phylum)
Підтип (Subphylum)
Клас (Class)
Ряд (Order)

### Тварини
| Тип | Вивчені види                             | Невивчені види         |
| --- | ---------------------------------------- | ---------------------- |
| Міксоспоридії (Myxozoa) | 93                                       |                        |
| Пластинчасті (Placozoa) | 1                                        |                        |
| Дицієміди (Dicyemida) | 19                                       | 42                     |
| Прямоплави (Orthonectida) | 1                                        |                        |
| Губки (Porifera) | 742                                      | близько 540            |
| Кнідарії (Cnidaria) | близько 1714                             | 1                      |
| Реброплави (Ctenophora) | 28                                       |                        |
| Гнатостомуліди (Gnathostomulida) | 0                                        | ?                      |
| Немертини (Nemertea) | 115                                      | 72                     |
| Внутрішньопорошицеві (Entoprocta) | 35                                       | 35                     |
| Коловертки (Rotifera) | 397                                      | близько 3000           |
| Черевовійчасті черви (Gastrotricha) | 0                                        | ?                      |
| Кіноринхи (Kinorhyncha) | 7                                        | 100                    |
| Круглі черви (Nematoda) | близько 300                              | близько 10.000-100.000 |
| Волосові (Nematomorpha) | ?                                        | ?                      |
| Акантоцефали (Acanthocephala) | ?                                        | ?                      |
| Пріапуліди (Priapulida) | 2                                        | ?                      |
| Лоріцифери (Loricifera) | 1                                        | 10                     |
| Молюски (Mollusca) | близько 8045                             | 1412                   |
| Кільчасті черви (Annelida) | близько 1000                             | близько 300            |
| Погонофори (Pogonophora) | ?                                        | ?                      |
| Ехіури (Echiura) | 21                                       |                        |
| Сипункуліди (Sipuncula) | менше 48                                 |                        |
| Пентастоми (Pentastomida) | ?                                        | ?                      |
| Первиннотрахейні (Onychophora) | 0                                        | 0                      |
| Тихоходи (Tardigrada) | 115                                      | 28                     |
| Членистоногі (Arthropoda) | 40.223                                   | менше 10.140           |
| Фороніди (Phoronida) | 2                                        | ?                      |
| Плечоногі (Brachiopoda) | 69                                       | 27                     |
| Мохуватки (Bryozoa) | близько 300                              | близько 900            |
| Щетинкощелепні (Chaetognatha) | 24                                       | 4                      |
| Голкошкірі (Echinodermata) | близько 1051                             | 4                      |
| Напівхордові (Hemichordata) | 11                                       | менше 10               |
| Хордові (Chordata) Покривники (Urochordata) Головохордові (Cephalochordata) Хребетні (Vertebrata) Риби (Pisces) Земноводні (Amphibia) Плазуни (Reptilia) Птахи (Aves) Ссавці (Mammalia) | менше 5568 370 3 5195 4206 63 99 700 127 | менше 337 337 318 17 2 |